# جورجیا انگل
جورجیا انگل (به انگلیسی: Georgia Engel) (زادهٔ ۲۸ ژوئیهٔ ۱۹۴۸ - درگذشته ۱۲ آوریل ۲۰۱۹) یک هنرپیشه اهل ایالات متحده آمریکا بود. وی از سال ۱۹۷۱ (میلادی) تا ۲۰۱۹ (میلادی) فعالیت می‌کرد.

## فیلم‌شناسی
- فرار از خانه (۱۹۷۱)
- نشانه‌های زندگی (۱۹۸۹)
- دکتر دولیتل ۲ (۲۰۰۱)
- شیرین‌ترین چیز (۲۰۰۲)
- فصل شکار (۲۰۰۶)
- فصل شکار ۲ (۲۰۰۸)
- فصل شکار ۳ (۲۰۱۰)
- اداره (مجموعه تلویزیونی) (۲۰۱۲)
- دو مرد و نصفی (مجموعه تلویزیونی) (۲۰۱۲)
- بزرگ‌شده‌ها ۲ (۲۰۱۳)